# 小行星8185
小行星8185（英語：8185）是一颗围绕太阳公转的小行星。1992年11月18日，上田清二、金田宏在钏路市发现了此天体。
这颗小行星的绝对星等为199.416217288181等。